# Enza
El Enza és un riu del nord d'Itàlia afluent del Po pel marge dret. El seu nom antic fou Incia.